# Estrategio Apión

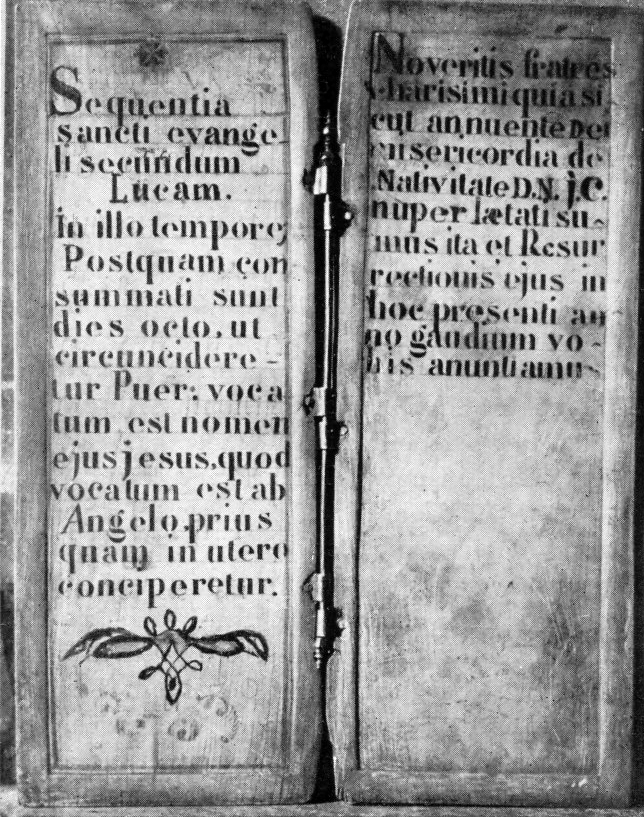
Díptico consular de Estrategio Apión

Flavio Estrategio Apión Estrategio Apión (fallecido entre 577 y 579) fue un patricio y jurista del Imperio bizantino y cónsul ordinario en 539. Era un miembro de la acaudalada y destacada familia Apión de Oxirrinco, Egipto.

## Biografía
Estrategio Apión era el hijo de un Estrategio senior. Tuvo un hijo también llamado Estrategio, mencionado en los Papiros de Oxirrinco. Este hijo y su esposa Eusebia mantuvieron buenas relaciones con el papa Gregorio, según se menciona en la correspondencia que se conserva. El Estrategio más joven no era el único heredero de Apión mencionado en sus últimas voluntades. Dividió su herencia entre Preyecta, otro Apión y Georgius. Una interpretación del texto sugiere que Preyecta era la viuda de Apión, mientras que Estrategio, Apión y Georgius eran sus tres hijos.
Se hace referencia a Estrategio Apión utilizando diversos títulos, como el de cónsul, vir illustris y comes domesticorum durante la década de 530. Fue contemporáneo del emperador Justiniano I, el cual se refería a él en términos muy elogiosos en su novela número 82 de su Novellae Constitutiones, en relación con el excelente desempeño de sus labores legales como asesor de Marcelo. Textos fechados alrededor de 547 a 548 se refieren a él como patricio. Textos de alrededor de 548/549 a 550/551 se refieren a él como dux de Tebaida. Este puesto solía llevar asociado el título honorífico de patricio. Se le llama patricio en un texto fechado en 556, indicando que ya había recibido dicho título. Era referido en esa época como estratelates y pagarca de Arsinoe. Esto lo sitúa en el cargo de la pagarquía a la que pertenecían Oxirrinco y sus alrededores.
Los Papiros de Oxirrinco conservan información tan detallada como las propiedades familiares y los asuntos de negocios relativos a las mismas. Juan Malalas también menciona una residencia de Apión en Constantinopla debido a un incidente de mayo de 562, donde algunos miembros de la casa de Apión profirieron insultos contra el equipo de los Verdes (Prasinoi) en el hipódromo. Se cree que Apión estuvo activo en el Senado bizantino cuando se encontraba en la capital, Constantinopla. Se le menciona vivo por última vez en 577, mencionándosele como ya fallecido en 579.